# Stygnopsis
Genre
Synonymes
- Haehnelia Roewer, 1915

Stygnopsis est un genre d'opilions laniatores de la famille des Stygnopsidae.

## Distribution
Les espèces de ce genre sont endémiques du Mexique.

## Liste des espèces
Selon World Catalogue of Opiliones (06/10/2021) :
- Stygnopsis apoalensis (Goodnight & Goodnight, 1973)
- Stygnopsis mexicana (Roewer, 1915)
- Stygnopsis oaxacensis (Goodnight & Goodnight, 1973)
- Stygnopsis robusta (Goodnight & Goodnight, 1971)
- Stygnopsis valida (Sørensen, 1884)

## Genres de la sous-famille des Stygnopsinae
Selon World Catalogue of Opiliones (06/10/2021) :
- Chinquipellobunus Goodnight & Goodnight, 1944
- Hoplobunus Banks, 1900
- Isaeus Sørensen, 1932
- Iztlina Cruz-López & Francke, 2017
- Mexotroglinus Šilhavý, 1977
- Minisge Cruz-López, Monjaraz-Ruedas & Francke, 2019
- Panzosus Roewer, 1949
- Paramitraceras Pickard-Cambridge, 1905
- Philora Goodnight & Goodnight, 1954
- Sbordonia Šilhavý, 1977
- Serrobunus Goodnight & Goodnight, 1942
- Stygnopsis Sørensen, 1902
- Tonalteca Cruz-López & Francke, 2017
- Troglostygnopsis Šilhavý, 1974

## Publication originale
- Sørensen, 1902 : « Gonyleptiden (Opiliones, Laniatores). » Ergebnisse der Hamburger Magalhaensischen Sammelreise, vol. 6, no 5, p. 1–36 (texte intégral).